# Limoges Cercle Saint-Pierre 2015-2016
Questa voce raccoglie le informazioni riguardanti il Limoges Cercle Saint-Pierre nelle competizioni ufficiali della stagione 2015-2016.

## Stagione
La stagione 2015-2016 del Limoges Cercle Saint-Pierre è la 30ª nel massimo campionato croato di pallacanestro, la Pro A.

## Roster
Aggiornato al 18 ottobre 2022.
| Limoges CSP 2015-16 | Limoges CSP 2015-16 |
| Giocatori           | Staff tecnico       |
| ------------------- | ------------------- |

| N. | Naz.                                                   | Ruolo | Nome                  | Anno | Alt.   | Peso   |  |
| -- | ------------------------------------------------------ | ----- | --------------------- | ---- | ------ | ------ |  |
| 0  | Germania (bandiera)                                    | P     | Heiko Schaffartzik    | 1984 | 183 cm | 83 kg  |  |
| 3  | Stati Uniti (bandiera)                                 | PG    | Randy Culpepper       | 1989 | 183 cm | 74 kg  |  |
| 4  | Stati Uniti (bandiera) · Macedonia del Nord (bandiera) | P     | Bo McCalebb           | 1985 | 183 cm | 83 kg  |  |
| 5  | Francia (bandiera) · Polonia (bandiera)                | AP    | Mathieu Wojciechowski | 1992 | 203 cm | 90 kg  |  |
| 6  | Stati Uniti (bandiera)                                 | AG    | Will Daniels          | 1986 | 203 cm | 104 kg |  |
| 8  | Stati Uniti (bandiera)                                 | GA    | Matt Gatens           | 1989 | 196 cm | 95 kg  |  |
| 9  | Francia (bandiera)                                     | P     | Léo Westermann        | 1992 | 198 cm | 89 kg  |  |
| 10 | Francia (bandiera)                                     | P     | Vincent Fauche        | 1996 | 190 cm |        |  |
| 11 | Stati Uniti (bandiera)                                 | AP    | Mark Payne            | 1988 | 203 cm | 104 kg |  |
| 12 | Francia (bandiera)                                     | AC    | Ousmane Camara        | 1989 | 202 cm | 108 kg |  |
| 16 | Rep. del Congo (bandiera) · Francia (bandiera)         | AP    | Nobel Boungou Colo    | 1988 | 202 cm | 90 kg  |  |
| 24 | Costa d'Avorio (bandiera) · Francia (bandiera)         | C     | Ali Traoré            | 1985 | 208 cm | 113 kg |  |
| 29 | Francia (bandiera)                                     | A     | Yakhouba Diawara      | 1982 | 201 cm | 102 kg |  |
| 55 | Burkina Faso (bandiera) · Costa d'Avorio (bandiera)    | C     | Fréjus Zerbo          | 1989 | 208 cm | 120 kg |  |
| 74 | Francia (bandiera)                                     | AC    | Abou Diallo           | 1995 | 206 cm |        |  |
| -  | RD del Congo (bandiera)                                | AG    | Shekinah Munanga      | 1997 | 201 cm | 87 kg  |  |

| Allenatore |
| - Philippe Hervé (fino al 7 gennaio) - Bertrand Parvaud (dal 9 gennaio fino al 13 gennaio) - Duško Vujošević (dal 13 gennaio) |
| Assistente/i |
| - Jim Bilba - Bertrand Parvaud (fino al 9 gennaio e dal 13 gennaio) Legenda - (C) Capitano - (IN) Inattivo - Infortunato      |

## Mercato

### Sessione estiva
| Acquisti | Acquisti              | Acquisti         | Acquisti          | Acquisti |
| R.       | Nome                  | da               | Modalità          |          |
| -------- | --------------------- | ---------------- | ----------------- | -------- |
| P        | Heiko Schaffartzik    | Bayern Monaco    | definitivo        |          |
| AP       | Matt Gatens           | TED Ankara       | definitivo        |          |
| P        | Léo Westermann        | Barcellona       | riscatto prestito |          |
| AP       | Mathieu Wojciechowski | Le Portel        | definitivo        |          |
| C        | Ali Traoré            | Strasburgo       | definitivo        |          |
| AG       | Will Daniels          | Mets de Guaynabo | definitivo        |          |
| PG       | Randy Culpepper       | Krasnyj Oktjabr' | definitivo        |          |
| AP       | Mark Payne            | Châlons-Reims    | definitivo        |          |

| Cessioni | Cessioni                 | Cessioni          | Cessioni       | Cessioni |
| R.       | Nome                     | a                 | Modalità       |          |
| -------- | ------------------------ | ----------------- | -------------- | -------- |
| AP       | Mickaël Gelabale         | Le Mans           | fine contratto |          |
| P        | Pooh Jeter               | Shandong G. Stars | fine contratto |          |
| AG       | Adrien Moerman           | Bandırma Banvit   | fine contratto |          |
| C        | João Paulo Lopes Batista | Flamengo          | rescissione    |          |
| G        | Jamar Smith              | Málaga            | rescissione    |          |
| P        | Pape-Philippe Amagou     | Le Mans           | rescissione    |          |
| C        | Trent Plaisted           | Unión de Formosa  | fine contratto |          |

### Dopo l'inizio della stagione
| Acquisti | Acquisti         | Acquisti          | Acquisti        | Acquisti   |
| R.       | Nome             | da                | Data            | Modalità   |
| -------- | ---------------- | ----------------- | --------------- | ---------- |
| A        | Yakhouba Diawara | Memphis Grizzlies | 2 novembre 2015 | definitivo |
| P        | Bo McCalebb      | Free agent        | 3 gennaio 2016  | definitivo |

| Cessioni | Cessioni        | Cessioni | Cessioni        | Cessioni    |
| R.       | Nome            | a        | Data            | Modalità    |
| -------- | --------------- | -------- | --------------- | ----------- |
| PG       | Randy Culpepper | Beşiktaş | 6 dicembre 2015 | rescissione |